# بنجامين راسيل (رسام)
بنجامين راسيل (بالإنجليزية: Benjamin Russell)‏ هو رسام وفنان أمريكي، ولد في 16 أكتوبر 1804 في نيو بدفورد في الولايات المتحدة، وتوفي في 3 مارس 1885.

## معرض صور

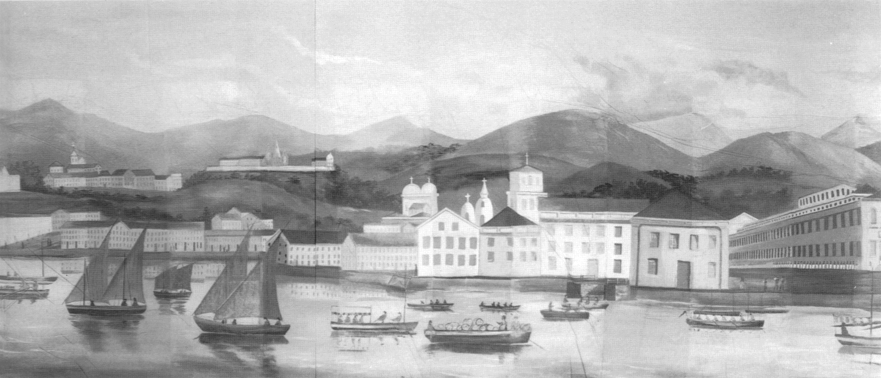
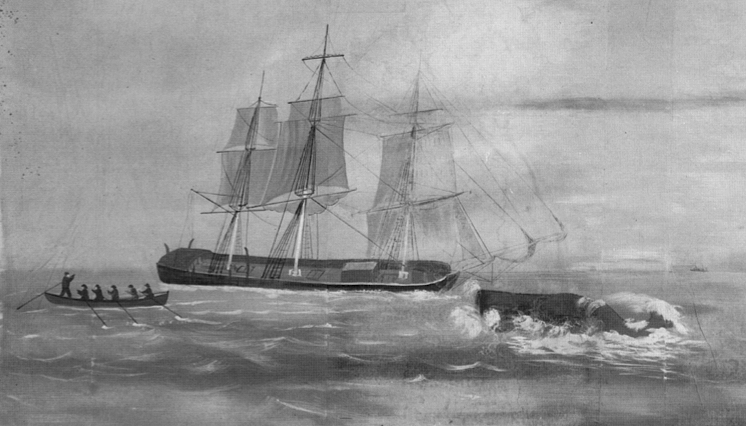
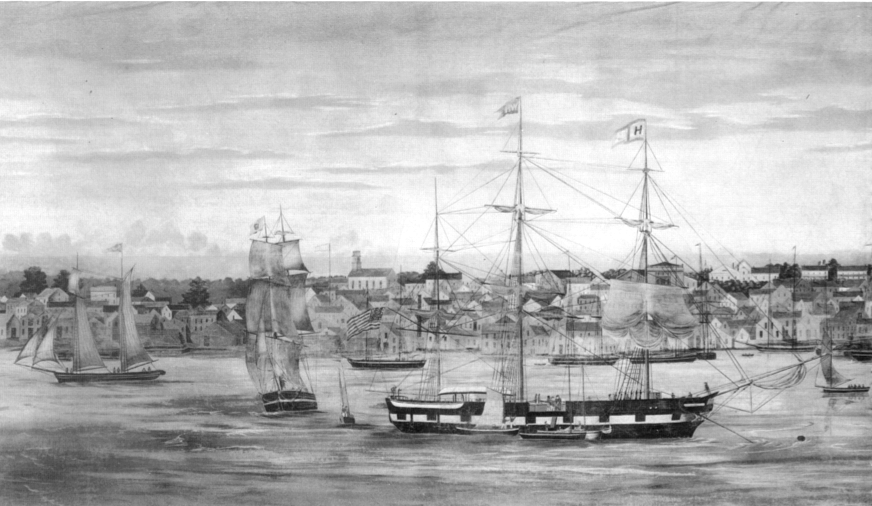
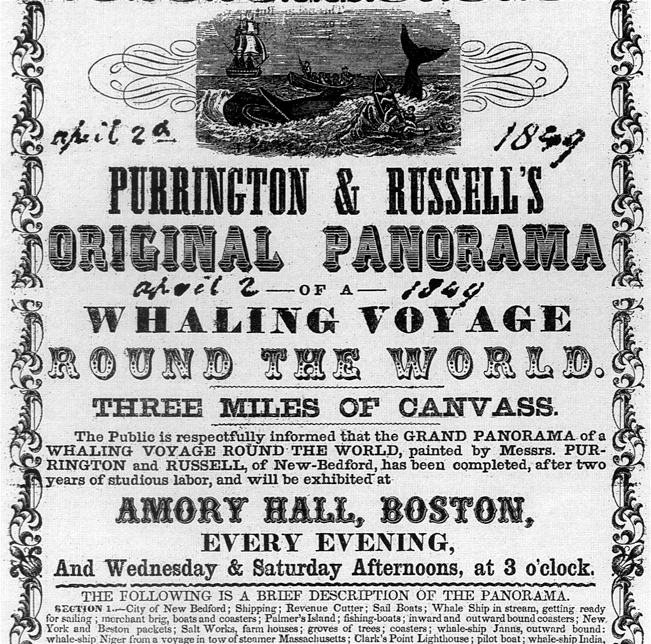